# Willemia intermedia
Willemia intermedia is een springstaartensoort uit de familie van de Hypogastruridae. De wetenschappelijke naam van de soort is voor het eerst geldig gepubliceerd in 1934 door Mills.